# 末広 (弘前市)
末広（すえひろ）は、青森県弘前市の地名。郵便番号は036-8085。

## 地理
国道7号弘前バイパス沿いに位置し、腰巻川沿い西側に形成される町。国道沿いだけあって南側に接する高田に続いて多くの商業施設が並ぶ。一丁目から五丁目まであり、北は境関、東は田園、南は高田、西は城東中央・城東北に接する。

## 世帯数と人口
2017年（平成29年）6月1日現在の世帯数と人口は以下の通りである。
| 丁目       | 世帯数  | 人口  |
| ---------- | ------- | ----- |
| 末広二丁目 | 67世帯  | 148人 |
| 末広三丁目 | 26世帯  | 51人  |
| 末広四丁目 | 203世帯 | 444人 |
| 末広五丁目 | 98世帯  | 176人 |
| 計         | 394世帯 | 819人 |

## 施設

### 教育
- 弘前市立東中学校

### 医療
- なかむら歯科医院

### 商業
- ザ・ダイソー弘前末広店
- 紳士服のマスカット弘前末広店
- セカンドストリート弘前店
- 日産サティオ弘前 弘前日産弘前東店
- セガワールド

#### 弘果
- 弘果・弘前地方卸売市場
- 弘前水産地方卸売市場
- 弘果弘前中央青果 第二卸売場
- 弘果弘前中央青果 第三卸売場
- 弘果物流資材センター

### 公共
- 弘前末広郵便局

### 行政
- 弘前市東部学校給食センター
- 弘前市総合学習センター
  - 弘前市役所市民課 城東分室

## 小・中学校の学区
市立小・中学校に通う場合、学区は以下の通りとなる。
| 町丁       | 番・番地 | 小学校             | 中学校           |
| ---------- | -------- | ------------------ | ---------------- |
| 末広一丁目 | 全域     | 弘前市立東小学校   | 弘前市立東中学校 |
| 末広二丁目 | 全域     | 弘前市立東小学校   | 弘前市立東中学校 |
| 末広三丁目 | 全域     | 弘前市立東小学校   | 弘前市立東中学校 |
| 末広四丁目 | 全域     | 弘前市立東小学校   | 弘前市立東中学校 |
| 末広五丁目 | 全域     | 弘前市立福村小学校 | 弘前市立東中学校 |

## 交通
- 弘南バス
  - 福村入口（弘前バスターミナル - 尾上線、他）
  - 末広二丁目、末広三丁目、総合学習センター前、（城東環状100円バス）停留所。